# Joris (Musiker)

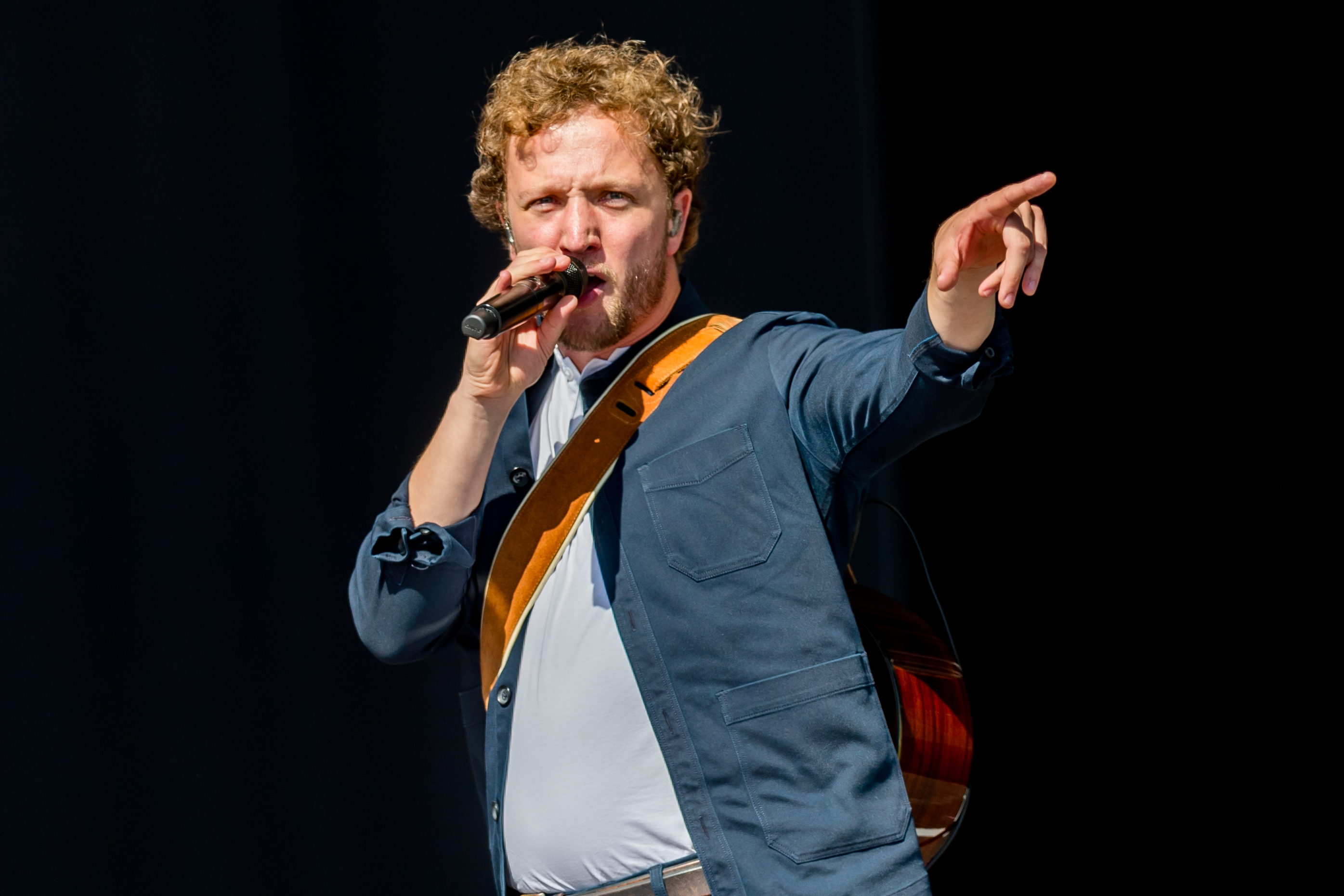
Joris (2023)

Joris Ramon Buchholz, bekannt unter seinem ersten Vornamen Joris (Eigenschreibweise JORIS), (* 1. Dezember 1989 in Brinkum (Stuhr)) ist ein deutscher Popsänger und Liedermacher. Seine erfolgreichste Veröffentlichung ist seine im Jahr 2015 erschienene Debütsingle Herz über Kopf mit über 610.000 verkauften Einheiten.

## Leben und Ausbildung
Buchholz wuchs im ostwestfälischen Vlotho in Nordrhein-Westfalen auf. Im Alter von fünf Jahren begann er, Musik zu machen, und schrieb wenige Jahre später seine ersten Lieder. Er sammelte als Schlagzeuger in einer Musikschulband seine ersten Erfahrungen und gründete als Gitarrist, Pianist und Sänger seine erste Band namens The Seastream. Klavierunterricht erhielt er von seinem Onkel. Das Abitur absolvierte Joris am Weser-Gymnasium Vlotho und studierte danach zwei Semester Ton- und Musikproduktion an der Hochschule der populären Künste in Berlin. Anschließend wechselte er an die Popakademie Baden-Württemberg nach Mannheim, wo er auch die anderen Mitglieder seiner Band kennenlernte.
Buchholz lebt in Berlin.

## Musikalische Karriere

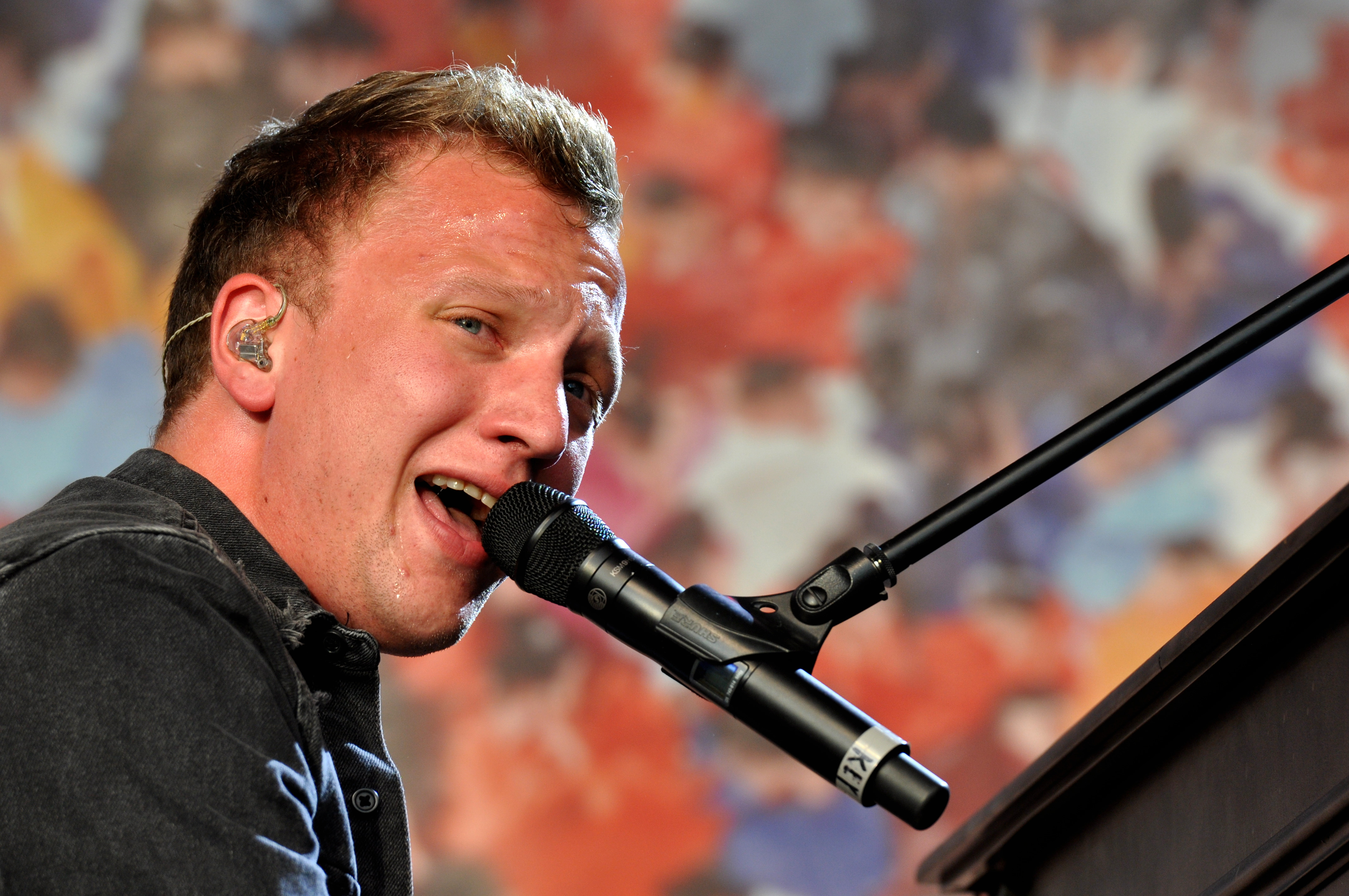
Joris bei einem Auftritt in Nürnberg 2015

Anfang 2012 erschien mit Sparks EP eine Extended Play der Indie-Pop-Band Oakfield, der Joris als Texter, Sänger, Pianist und Gitarrist angehörte. 2014 war Joris erstmals auf Tournee durch Deutschland. Ebenfalls 2014 erhielt er einen Plattenvertrag beim Musiklabel Four Music. Ende desselben Jahres erschien unter dem Titel Im Schneckenhaus ein erster Song von Joris bei Four Music. Beobachter beschrieben ihn als „wunderschöne Depressiven-Hymne“ mit viel Liebe und viel Gefühl. Im März 2015 folgte mit Herz über Kopf die erste Single des Musikers. Das Debütalbum Hoffnungslos Hoffnungsvoll erreichte im April 2015 auf Anhieb den dritten Platz der deutschen Charts. Zudem erreichte es den zweiten Platz der iTunes-Charts. Es wurde in Zusammenarbeit mit Ingo Politz und Mic Schröder produziert. Die Medien beurteilten die Platte mehrheitlich positiv. Am 11. Juli 2015 trat er bei Inas Nacht auf und sang den Song Im Schneckenhaus. Im Oktober 2015 wurde Joris in den beiden Kategorien Bester Künstler und Beste Single mit seiner Single Herz über Kopf für den Musikpreis 1 Live Krone nominiert, welche am 3. Dezember 2015 in der Bochumer Jahrhunderthalle stattgefunden hat.
Am 7. April 2016 gewann er drei Echos, unter anderem in der Kategorie Radio-Echo. Am 5. Oktober 2018 erschien sein zweites Studioalbum Schrei es raus. Im Mai 2020 erschien noch vor neuem Album-Release die Single Nur die Musik. Sein drittes Studioalbum Willkommen Goodbye erschien am 23. April 2021. „Das Album hat viel Willkommen und viel Goodbye, bleibt aber am Ende immer positiv“, sagt der Sänger. Das Album zeige Rezensionen nach „neben sehr fröhlichen Songs (...) eine sehr nachdenkliche und melancholische Seite des Sängers“ und folge „seiner persönlichen Devise «Keine neuen Anfänge ohne Abschiede»“. Im September 2022 folgte Joris’ Tour zu seinem dritten Studioalbum Willkommen Goodbye. Ab Juni 2024 veröffentlichte er mit Spring!, Bye Bye mein Herz, Irgendwann, Fuck It, Eigentlich und Das Leben ist… mehrere Singleauskopplungen für ein angekündigtes neues Album. Am 14. Februar 2025 lancierte Joris sein viertes Studioalbum Zu viel Retro, das er auf seiner „zu viel retro“-Tour 2025 repräsentiert.

## Fernsehauftritte
Ab dem 20. April 2021 wirkte Joris bei der von VOX ausgestrahlten Fernsehreihe Sing meinen Song – Das Tauschkonzert mit und interpretierte dort gemeinsam mit dem Mitteilnehmer Johannes Oerding seinen neu produzierten Song Willkommen Goodbye. Dabei wurden in der zweiten Folge seine Lieder von DJ Bobo (Herz über Kopf), Gentleman (Im Schneckenhaus), Ian Hooper, dem Frontmann von Mighty Oaks (Du), und Nura (Bis ans Ende der Welt) aufgeführt. Er selbst sang u. a. Aileen von Mighty Oaks, In the End von Stefanie Heinzmann und An guten Tagen von Johannes Oerding. Das vollständige Album Sing meinen Song – Das Tauschkonzert Vol. 8 (Deluxe Edition) erschien am 7. Mai 2021.
Im April 2021 nahm er zudem an der Spieleshow Joko & Klaas gegen ProSieben teil. Von November bis Dezember 2024 nahm Joris, kostümiert als Pirat, an der elften Staffel der Sendung The Masked Singer teil und belegte den zweiten Platz.

## Politisches Engagement
Auf seinen Konzerten spricht sich Joris für Demokratie und gegen Rechtsextremismus aus. Er sagt dazu: „Ich will niemanden dazu bringen, etwas Bestimmtes zu wählen. Wir Künstler haben aber die Möglichkeit, auf der Bühne für Weltoffenheit und Toleranz einzustehen.“ Im September 2018 nahm Joris privat an dem antirassistischen Konzert „Wir sind mehr“ in Chemnitz teil. Am 4. Juli 2019 sang Joris auf der Fortführungsveranstaltung, dem „Kosmos Chemnitz – Wir bleiben mehr“, an dem über 50.000 Gäste teilnahmen, um sich gemeinsam gegen jede Form von Diskriminierung, Rechtsradikalismus und Rassismus zu engagieren. Am 20. März 2022 war Joris bei dem „Sound Of Peace“-Konzert vor dem Brandenburger Tor beteiligt, bei welchem 12,5 Millionen Euro Spenden für die Ukraine zusammenkamen. Joris engagiert sich außerdem für Klimaschutz.

## Diskografie
Studioalben

| Jahr | Titel Musiklabel                             | Höchstplatzierung, Gesamtwochen, AuszeichnungChartplatzierungen (Jahr, Titel, Musiklabel, Platzierungen, Wochen, Auszeichnungen, Anmerkungen) | Höchstplatzierung, Gesamtwochen, AuszeichnungChartplatzierungen (Jahr, Titel, Musiklabel, Platzierungen, Wochen, Auszeichnungen, Anmerkungen) | Höchstplatzierung, Gesamtwochen, AuszeichnungChartplatzierungen (Jahr, Titel, Musiklabel, Platzierungen, Wochen, Auszeichnungen, Anmerkungen) | Anmerkungen                                              |
| Jahr | Titel Musiklabel                             | DE | AT | CH | Anmerkungen                                              |
| ---- | -------------------------------------------- | --- | --- | --- | -------------------------------------------------------- |
| 2015 | Hoffnungslos hoffnungsvoll Four Music (Sony) | DE3 Gold · (53 Wo.)DE | AT46 (6 Wo.)AT | CH65 (5 Wo.)CH | Erstveröffentlichung: 10. April 2015 Verkäufe: + 100.000 |
| 2018 | Schrei es raus Four Music (Sony)             | DE13 (4 Wo.)DE | AT58 (1 Wo.)AT | CH72 (1 Wo.)CH | Erstveröffentlichung: 5. Oktober 2018                    |
| 2021 | Willkommen Goodbye Four Music (Sony)         | DE11 (8 Wo.)DE | AT56 (1 Wo.)AT | CH54 (2 Wo.)CH | Erstveröffentlichung: 23. April 2021                     |
| 2025 | Zu viel Retro Four Music (Sony)              | DE36 (1 Wo.)DE | — | — | Erstveröffentlichung: 14. Februar 2025                   |

## Auszeichnungen
- 2015: Audi Generation Award in der Kategorie „Musik“
- 2016: Radio Regenbogen Award in der Kategorie „Künstler national“
- 2016: Echo Pop in der Kategorie „Newcomer des Jahres (national)“
- 2016: Echo Pop in der Kategorie „Radio-Preis“ (Herz über Kopf)
- 2016: Echo Pop in der Kategorie „Kritiker-Preis (national)“ (Hoffnungslos hoffnungsvoll )